# Schloss Kamnitz

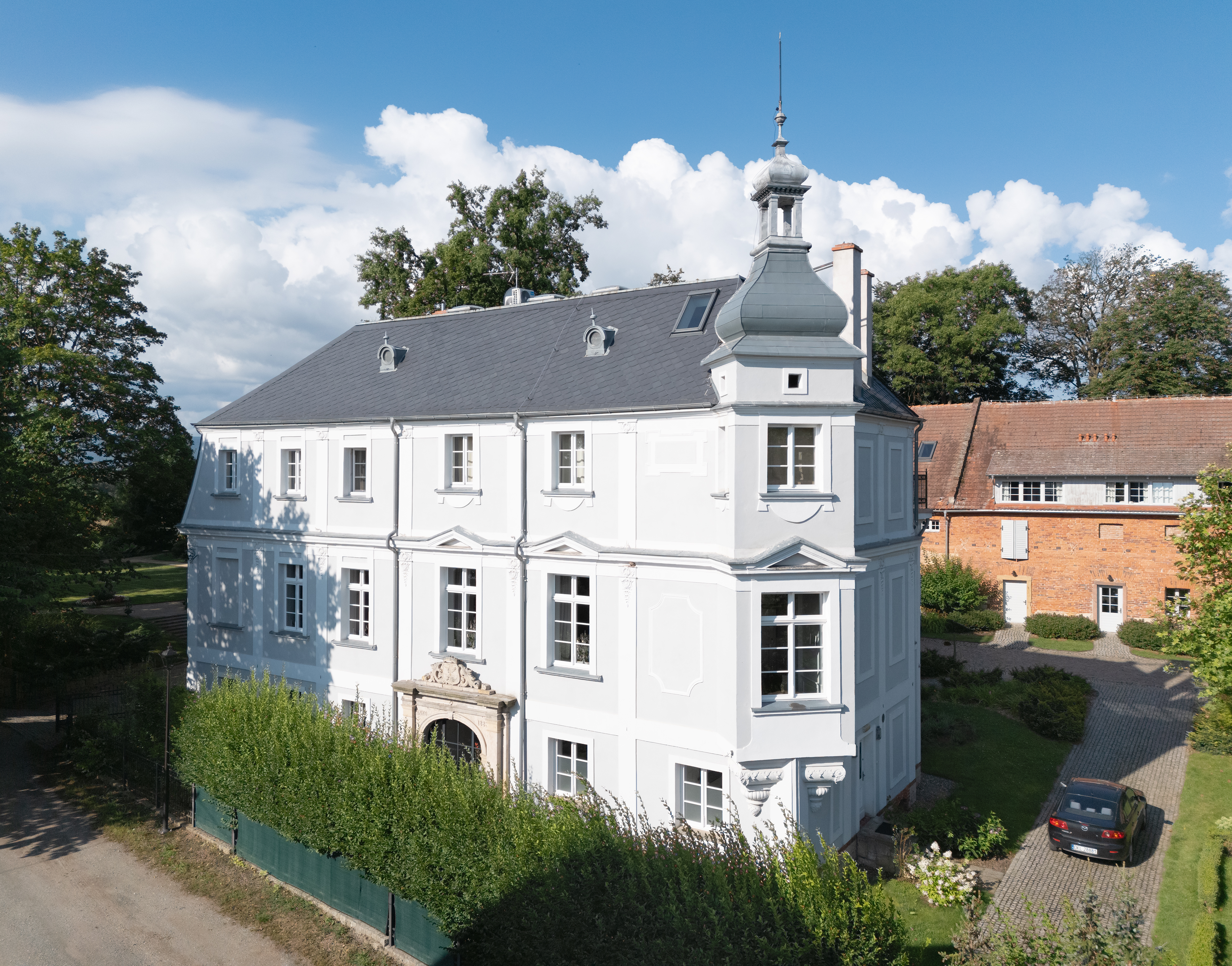
Schloss Kamnitz

Das Schloss Kamnitz (polnisch Pałac w Kamieńcu) ist ein Schloss in Kamieniec im Powiat Kłodzki (Kreis Glatz) in der Woiwodschaft Niederschlesien in Polen. Historisch gehörte es zur Grafschaft Glatz.
Der Gebäudekern stammt aus dem Barock und war in Besitz der Seher-Thoß. Im Jahr 1883 wurde das Schloss historistisch überformt. 2015 wurde das restaurierte Schloss als Hotel eröffnet.